# دابرة

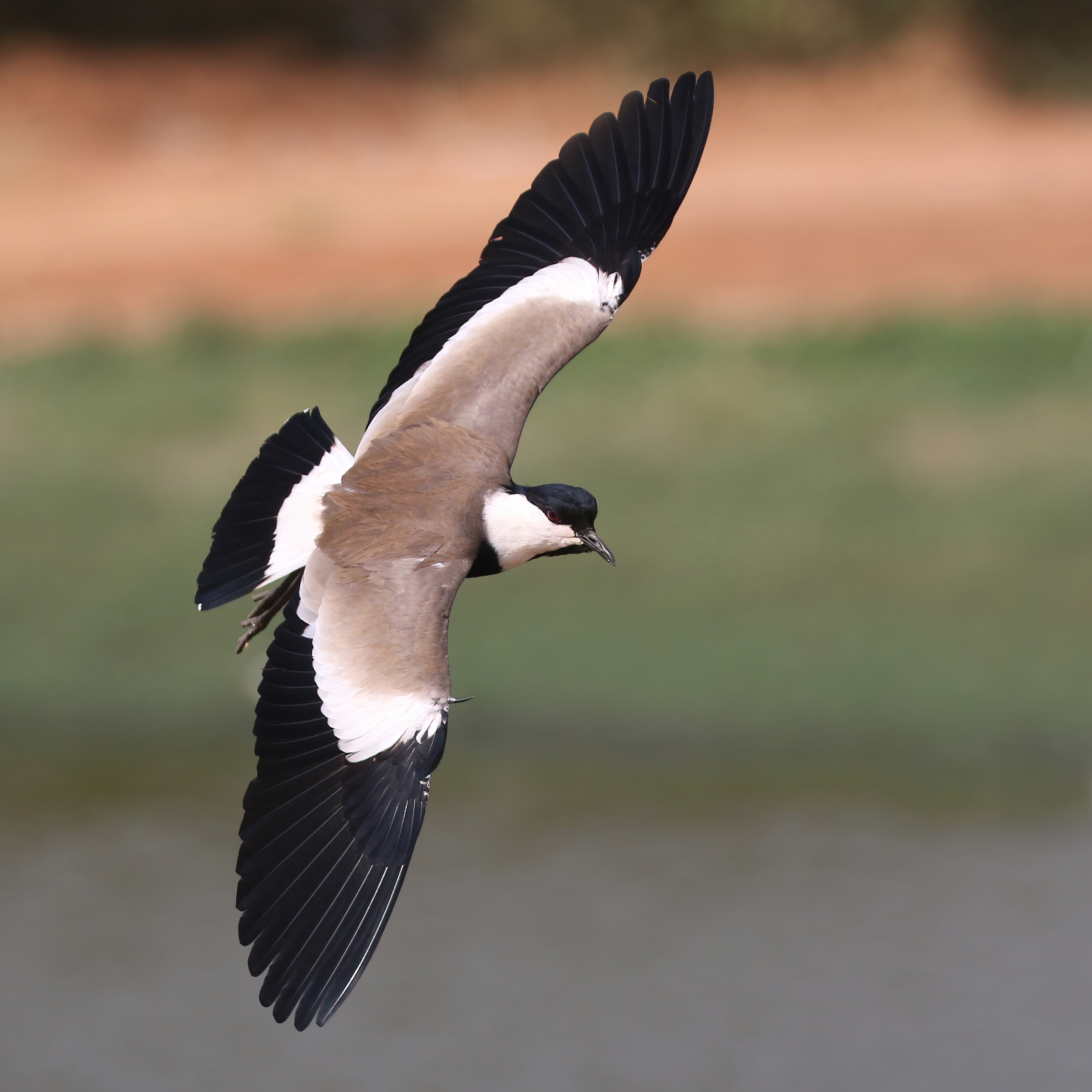
قطقاط شوكي الجناح أثناء الطيران له نتوءات جناح مرئية بوضوح على الحافة الأمامية للأجنحة.

الدَّابِرة أو المِهماز أو المِنخَس أو البرجمة هو زائدة عظمية مغطى بغمد من القرنِين موجود في مواضع مختلفة في بعض الحيوانات. على عكس المخالب أو الأظفار، التي تنمو من طرف أصابع القدم تتشكل الدابرة من أجزاء أخر من القدم وعادة ما تكون مرتبطة بالمفاصل حيث تلتقي أصابع القدم بالقدم أو تلتقي القدم بالعظام الطويلة. توجد الدوابر الأكثر شيوعًا على الأقدام الخلفية مع أن بعض الطيور تمتلك دوابر على الحافة الأمامية للأجنحة.